# Modus ponendo tollens
El modus ponendo tollens  (llatí per a de negar en afirmar) o  MPT  és una forma del sil·logisme disjuntiu. És una forma vàlida d'argument que diu:
O bé A, o bé B
A
Per tant, no B
Per exemple, un raonament que segueix la forma del modus ponendo tollens podria ser:
O bé és de dia, o bé és de nit.
És de dia.
Per tant, no és de nit.
Una altra manera de presentar el modus ponendo tollens és:
{\displaystyle {\begin{array}{r}A\nleftrightarrow B\\A\\\hline \neg B\end{array}}}
I encara una altra manera és a través de la notació del càlcul de seqüent:
{\displaystyle (A\nleftrightarrow B),A\vdash \neg B}